# Двобој за троје
Двобој за троје је југословенски телевизијски филм из 1996. године. Режирао га је Предраг Велиновић, а сценарио је написала Мирјана Ојданић. Први пут је емитован у јануару 1996. године на РТС 1.

## Радња
Разведени брачни пар сазнаје да им се син јединац пријавио као добровољац за рат у Босни. У драматичном расплету син им се обраћа путем видео касете, саопштавајући своју последњу поруку. Родитељи тада спознају сву промашеност свог брака и својих несрећних живота.

## Улоге
| Глумац           | Улога        |
| ---------------- | ------------ |
| Милена Дравић    | Ливија       |
| Драган Николић   | Бошко        |
| Оливера Марковић | Нечујна Дара |
| Драган Јовановић | Игор         |